# 貴渓市
貴渓市（きけい-し）は中華人民共和国江西省鷹潭市に位置する県級市。

## 地理

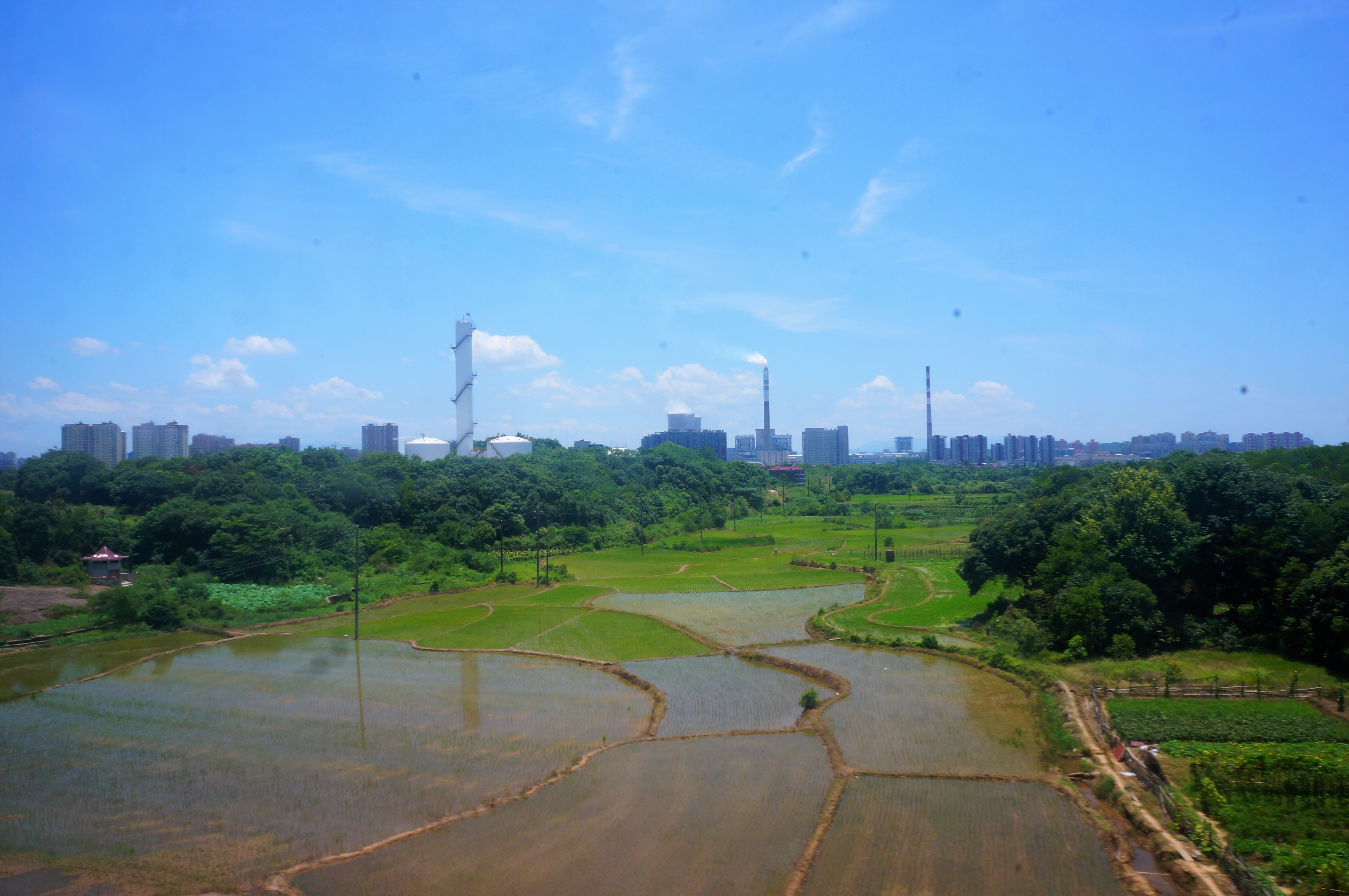
皖贛線の列車内より望む市街地の遠景

貴渓市は江西省北東部、信江中流に位置する。道教との関わりも深い仙山として名高い竜虎山は、丹霞地形による景勝でも知られ、世界遺産・「中国丹霞」の一部となっている。

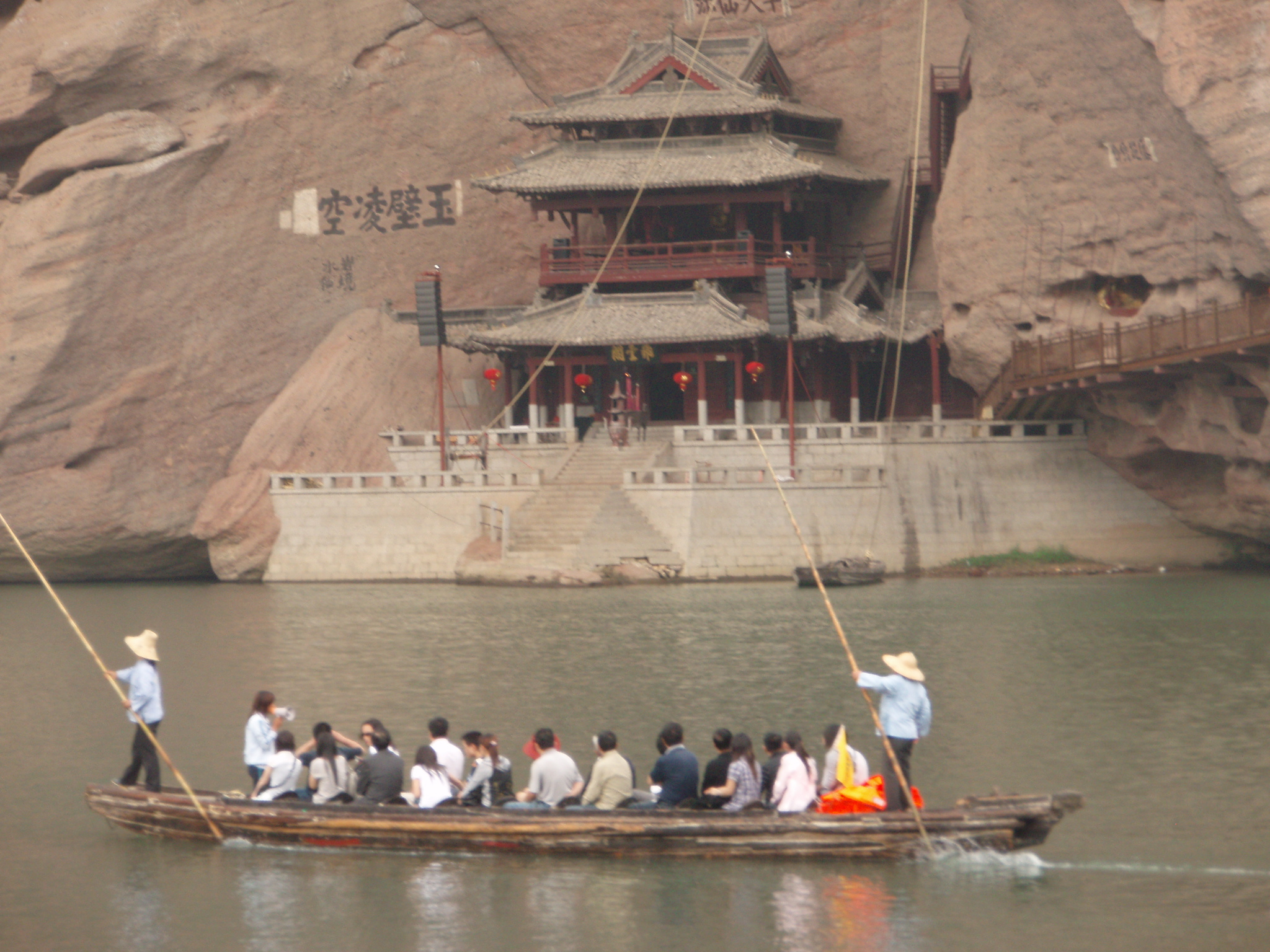
仙水岩懸墓遺跡群と飛雲閣

## 歴史
765年（永泰元年）、唐朝により貴渓県が設置される。1996年に県級市に改編され現在に至る。

## 行政区画
- 街道:花園街道、雄石街道、東門街道、江北街道
- 鎮:泗瀝鎮、河潭鎮、周坊鎮、鴻塘鎮、志光鎮、流口鎮、羅河鎮、金屯鎮、塘湾鎮、文坊鎮、冷水鎮、浜江鎮、天禄鎮、雷渓鎮、竜虎山鎮、上清鎮
- 郷:白田郷、彭湾郷、耳口郷
- 民族郷:樟坪シェ族郷

## 交通

### 鉄道
- 中国鉄路総公司
  - 滬昆旅客専用線
    - 鷹潭北駅

  - 滬昆線、皖贛線
    - 貴渓駅

  - 鷹廈線

### 道路
- 高速道路
  - 滬昆高速道路
- 国道
  - G206国道
  - G320国道